# یواس‌اس والنسیا (ای‌کی‌ای-۸۱)
یواس‌اس والنسیا (ای‌کی‌ای-۸۱) (به انگلیسی: USS Valencia (AKA-81)) یک کشتی بود که طول آن ۴۵۹ فوت ۲ اینچ (۱۳۹٫۹۵ متر) بود. این کشتی در سال ۱۹۴۴ ساخته شد.